# District de Xunyang
Pour les articles homonymes, voir Xunyang.
Le district de Xunyang (浔阳区 ; pinyin : Xúnyáng Qū) est une subdivision administrative de la province du Jiangxi en Chine. Il est placé sous la juridiction de la ville-préfecture de Jiujiang.